# GEEA
GEEA war eine Auszeichnung sowie ein Label, das von der Group for Energy Efficient Appliances vergeben wurde, um Elektronikgeräte wie Fernseher, Computer, Notebooks Fax und Kopierer mit niedrigem Standby-Verbrauch auszuzeichnen. In Deutschland wurde das Label von der GED vergeben, die aus Energieagenturen und Umweltorganisationen bestand. Die Gruppe hat sich 2008 zugunsten des Energy-Star-Labels aufgelöst.